# (10061) Ndolaprata
(10061) Ndolaprata (1988 PG1) – planetoida z pasa głównego asteroid okrążająca Słońce w ciągu 4,48 lat w średniej odległości 2,72 j.a. Odkryta 11 sierpnia 1988 roku.